# Vladimir Chertkov
Vladimir Chertkov (15 agosto 1975) è un ex calciatore kirghiso, di ruolo centrocampista.